# Owariola
Owariola, rureczka jajnikowa (ovariolum) – u owadów, pojedynczy, żeński gruczoł rozrodczy, podstawowa jednostka strukturalna jajników.
Są to rurki (cewki) jajnikowe, które budują pojedynczy jajnik w liczbie od 2 (niektóre chrząszcze) do 300 tys. (królowe termitów). Każda owariola otoczona jest blaszką podstawną (tunica propria) oraz osłoną nabłonkową (tunica externa), w której leżą komórki mięśniowe i końcowe odcinki tchawek.
W owarioli można wyróżnić 4 regiony:
- filament terminalny (nić końcowa)
- germarium
- witelarium
- nóżka owarialna (pedicel)

Ponadto można dokonać następującego podziału owariol:
- panoistyczne
- meroistyczne, wśród których, ze względu na lokalizację komórek odżywczych wyróżniono:
  - meroistyczno-politroficzne
  - meroistyczno-telotroficzne